# Spell My Name Right: The Album
| Recensione | Giudizio |
| ---------- | -------- |
| RapReviews | [ 2 ]    |
| HipHopDX   | [ 3 ]    |

Spell My Name Right: The Album è il primo album del produttore hip hop statunitense Statik Selektah, pubblicato nel 2007. Partecipano DJ Premier, Termanology, Styles P, Q-Tip, AZ, Cormega, M.O.P., KRS-One, Kool G Rap, Talib Kweli, Consequence, Joell Ortiz, Sheek Louch, Cassidy, Freeway, DJ Khaled, Jadakiss, Royce da 5'9", Doug E. Fresh, Slum Village, The Alchemist, Evidence e Large Professor.

## Tracce
1. Spell My Name Right (Intro) (featuring DJ Premier & Termanology) – 1:31
2. Stop, Look, Listen (featuring Styles P, Termanology & Q-Tip) – 3:46
3. Express Yourself '08 (featuring Termanology, Talib Kweli & Consequence) – 3:21
4. 6 In The Morning (featuring Joell Ortiz, Kool G Rap & Sheek Louch) – 3:39
5. What Would You Do!? (featuring Freeway & Cassidy) – 3:12
6. Make A Movie (Interlude) (featuring DJ Khaled) – 0:45
7. Bam Bam (featuring Red Café, Termanology & Mims) – 3:08
8. G-Shit (Showoff Mix) (featuring Uncle Murda, Sev-One, Termanology & Jadakiss) – 4:13
9. Back Against The Wall (featuring Royce da 5'9" & Cormega) – 2:33
10. Hardcore (So You Wanna Be) (featuring Reks & Termanology) – 3:49
11. No Mistakes Allowed (featuring Doug E. Fresh, Tony Touch, Scram Jones, Dp-One, DJ Gi-Joe, DJ Revolution & Esoteric) – 4:09
12. Knockin' Em Out (Interlude) (featuring Clinton Sparks) – 0:48
13. Punch Out! (featuring Big Shug) – 2:13
14. The Good Life (Give It Up) (featuring Lil Fame) – 1:06
15. Big Dreamers (featuring Reks) – 3:34
16. No Holding Back (featuring AZ & Cormega) – 2:48
17. Got Me Goin' (Hip Hop) (featuring Slum Village & Granite State) – 3:22
18. Time To Say Goodbye (featuring Evidence & The Alchemist) – 2:17
19. It's Over Now (featuring Termanology & A.G.)
20. Talk To Me (featuring Jon Hope, Reks & Skyzoo) – 3:36
21. Did What We Had To Do (Showoff Mix) (featuring KRS-One, Larry Cheeba & Large Professor) – 3:39